# Avenida Álvaro Obregón
Avenida Álvaro Obregón (starší název Avenida Jalisco), česky lze přeložit jako třída Álvaro Obregóna, je ulice v části Colonia Roma městské čtvrti Cuauhtémoc mexického hlavního města Ciudad de México. Ulice má jméno po mexickém zavražděném generálovi a prezidentovi Álvaro Obregón Salido (1880–1928) a patří mezi nejznámější ulice v Ciudad de Maxico. Byla přestavěna na počátku 20. století, avšak její historie sahá až do 18. století, kdy zde působila a žila hraběnka María Magdalena Dávalos y Orozco. Ve své podélné ose má umístěno mnoho kašen, stromů a soch především z řecké mytologie a římské mytologie. Ulice si zachovala svůj historický vzhled a nachází se zde velké množství cenných budov historické hodnoty z koloniálního období, galerie, kulturní centra, hotely a renomované restaurace. Konají se zde také různé kulturní aktivity.

## Galerie

Stavby na avenidě
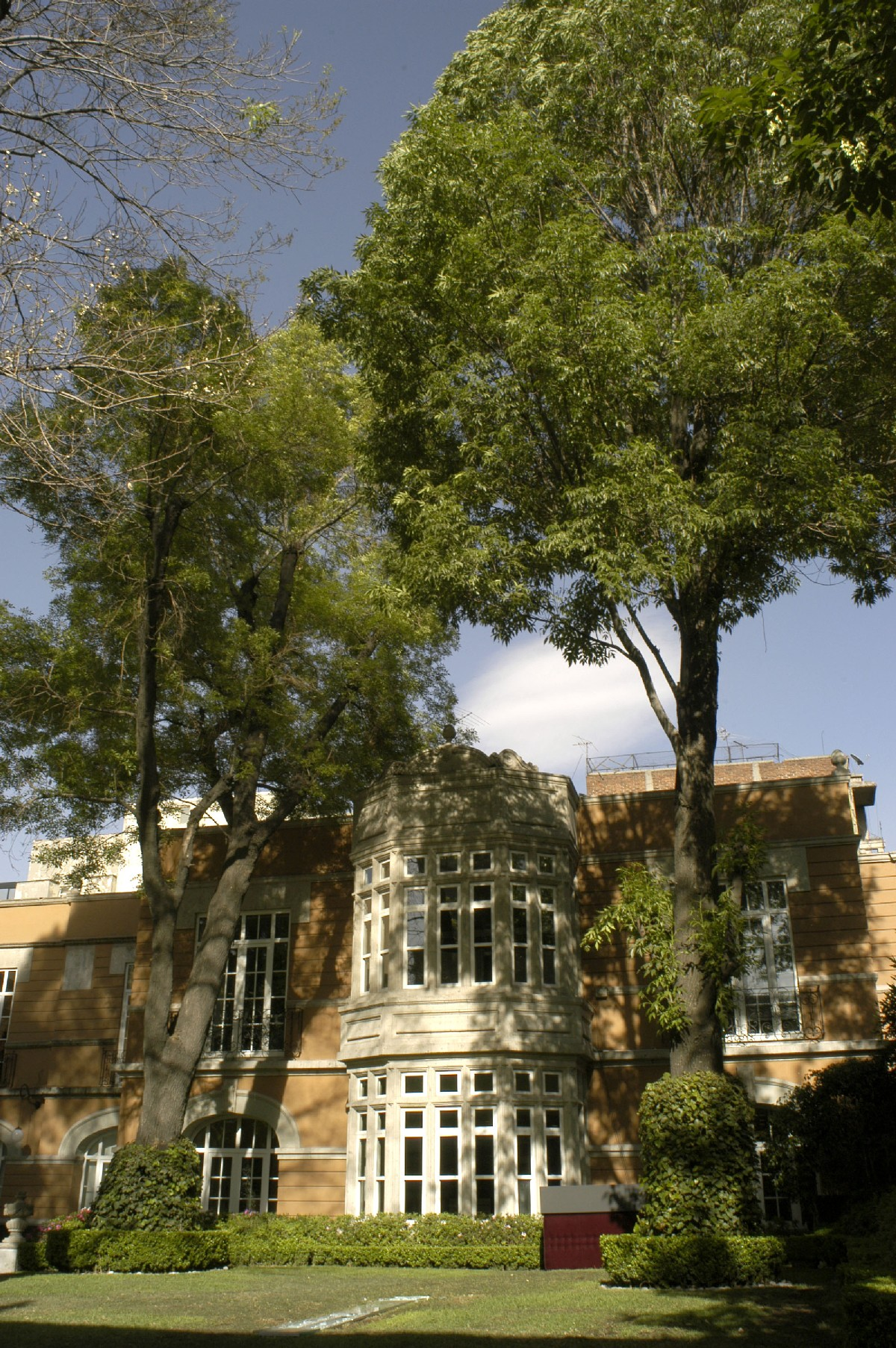
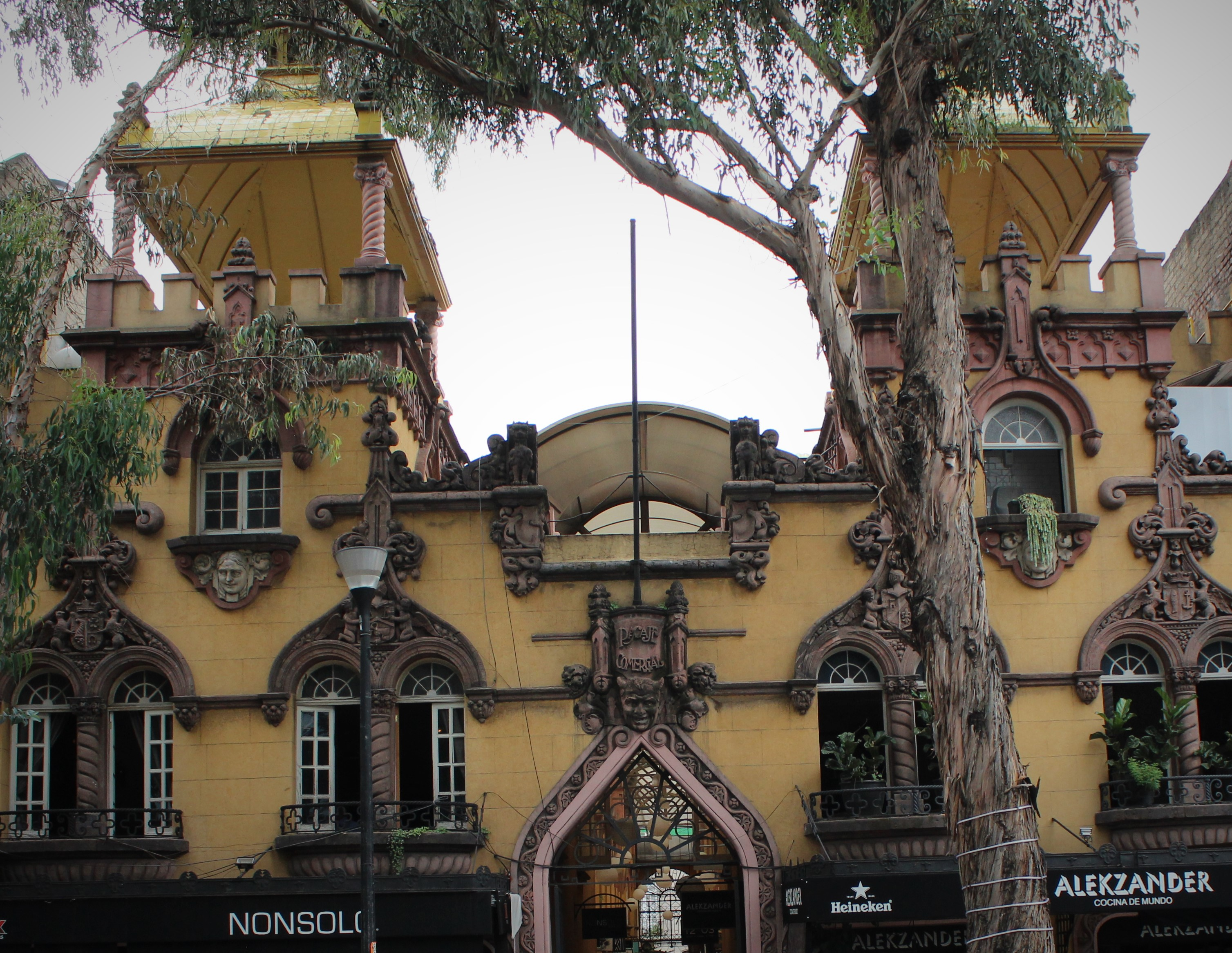
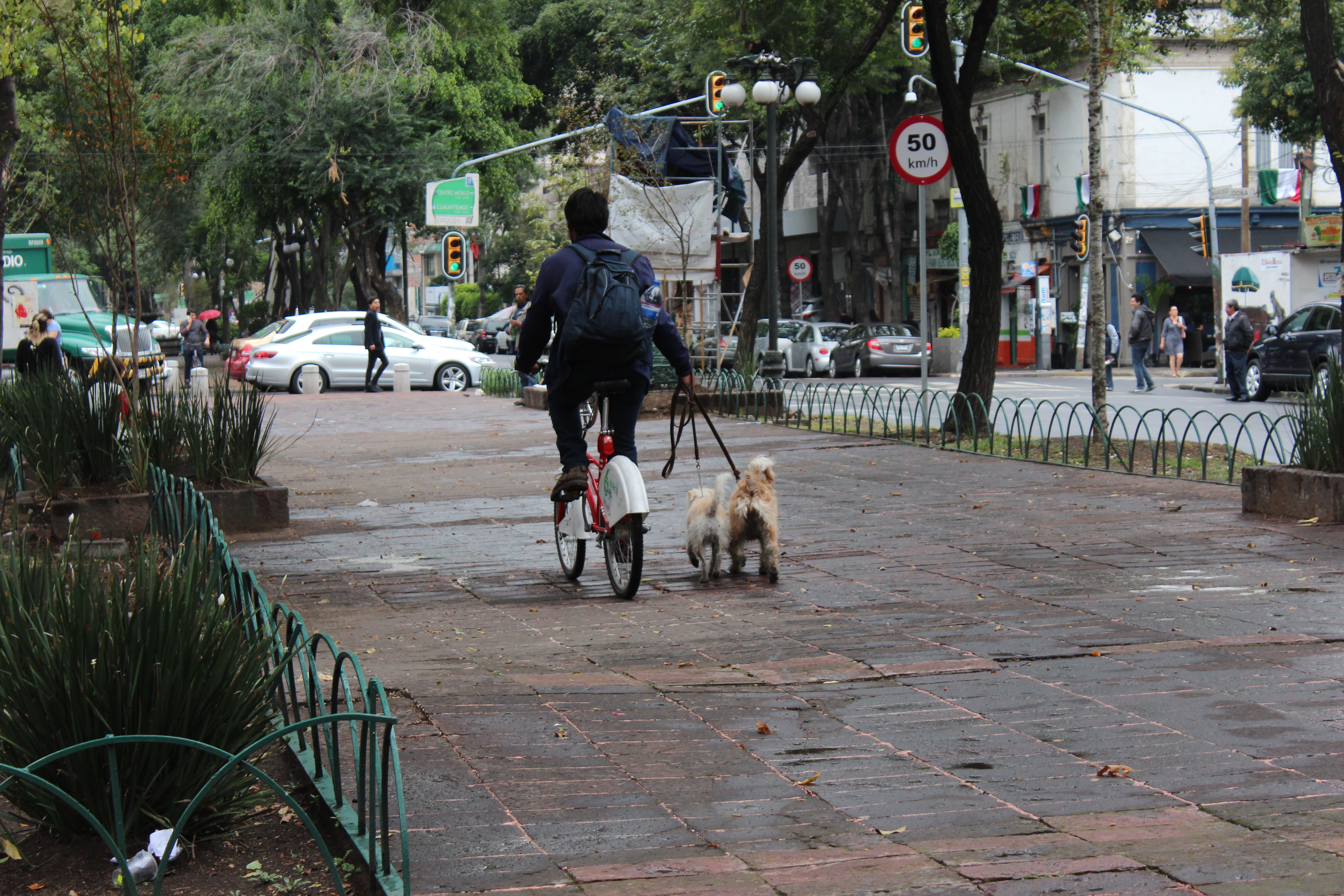
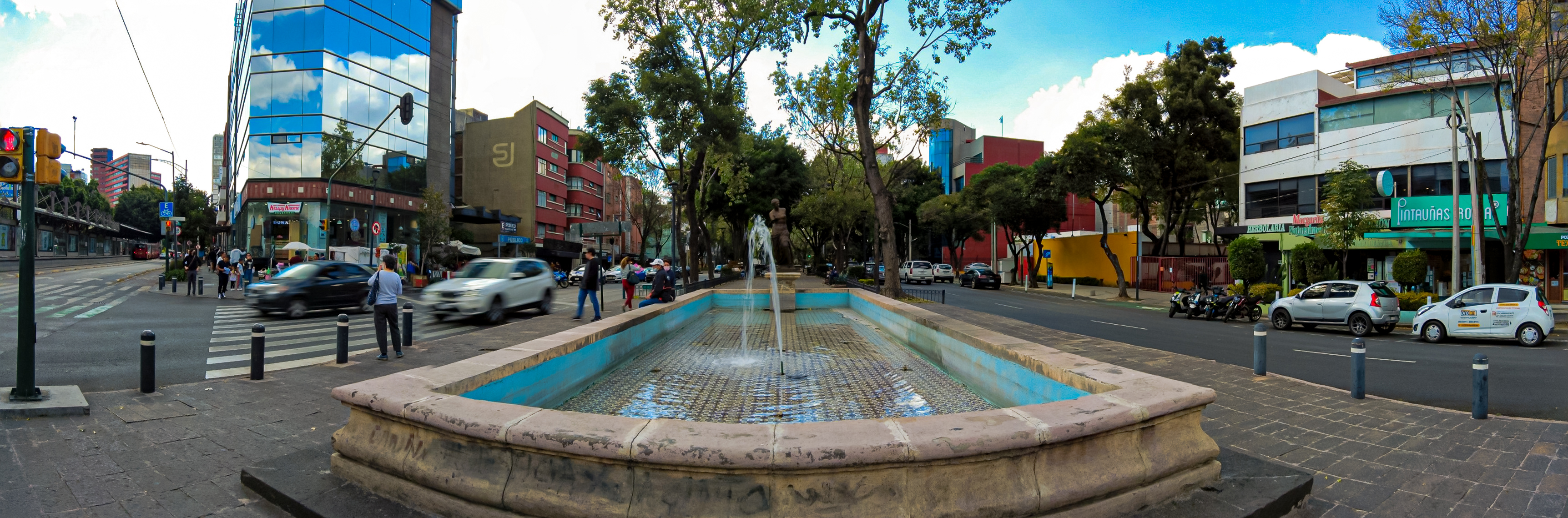
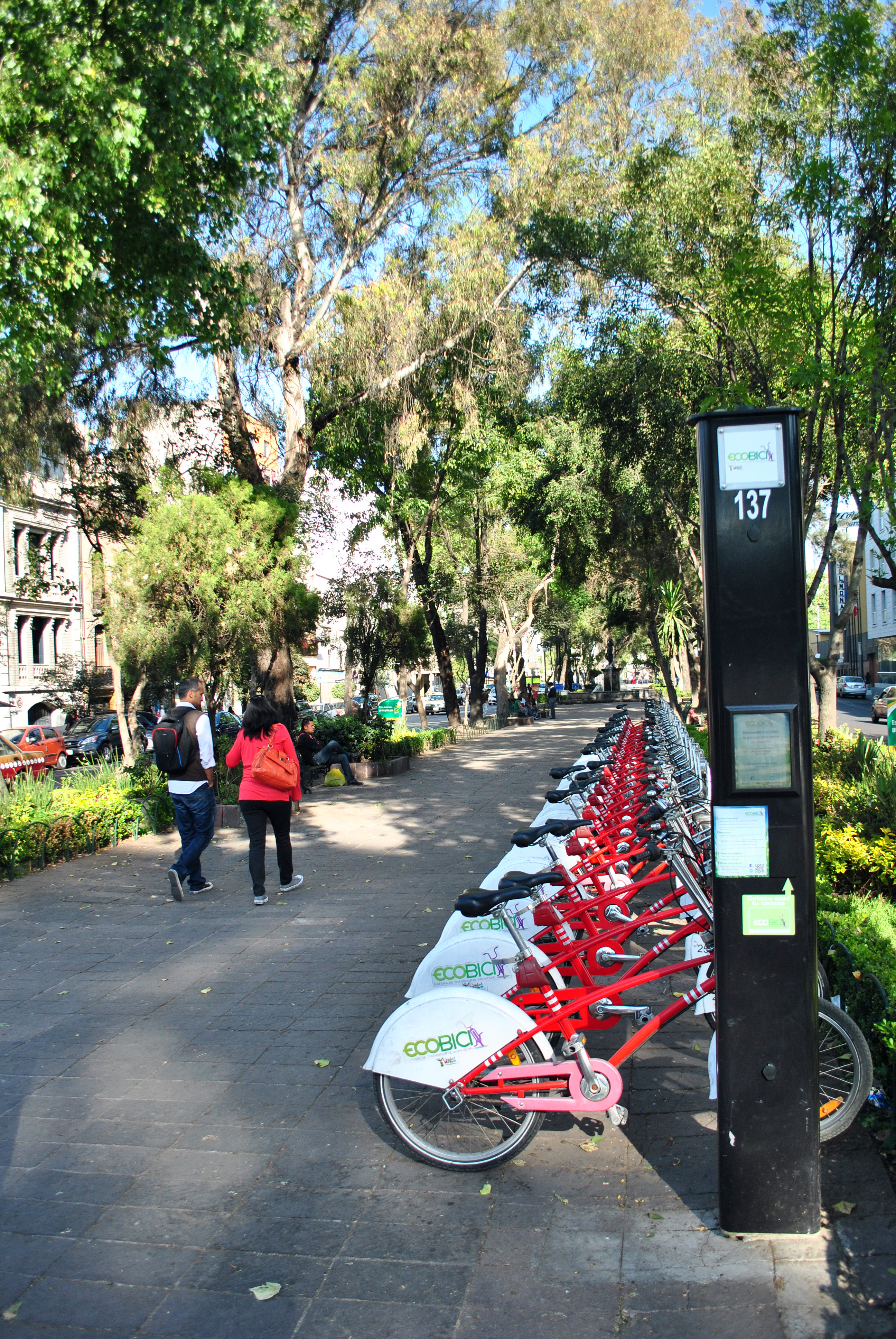

Umělecká díla na avenidě
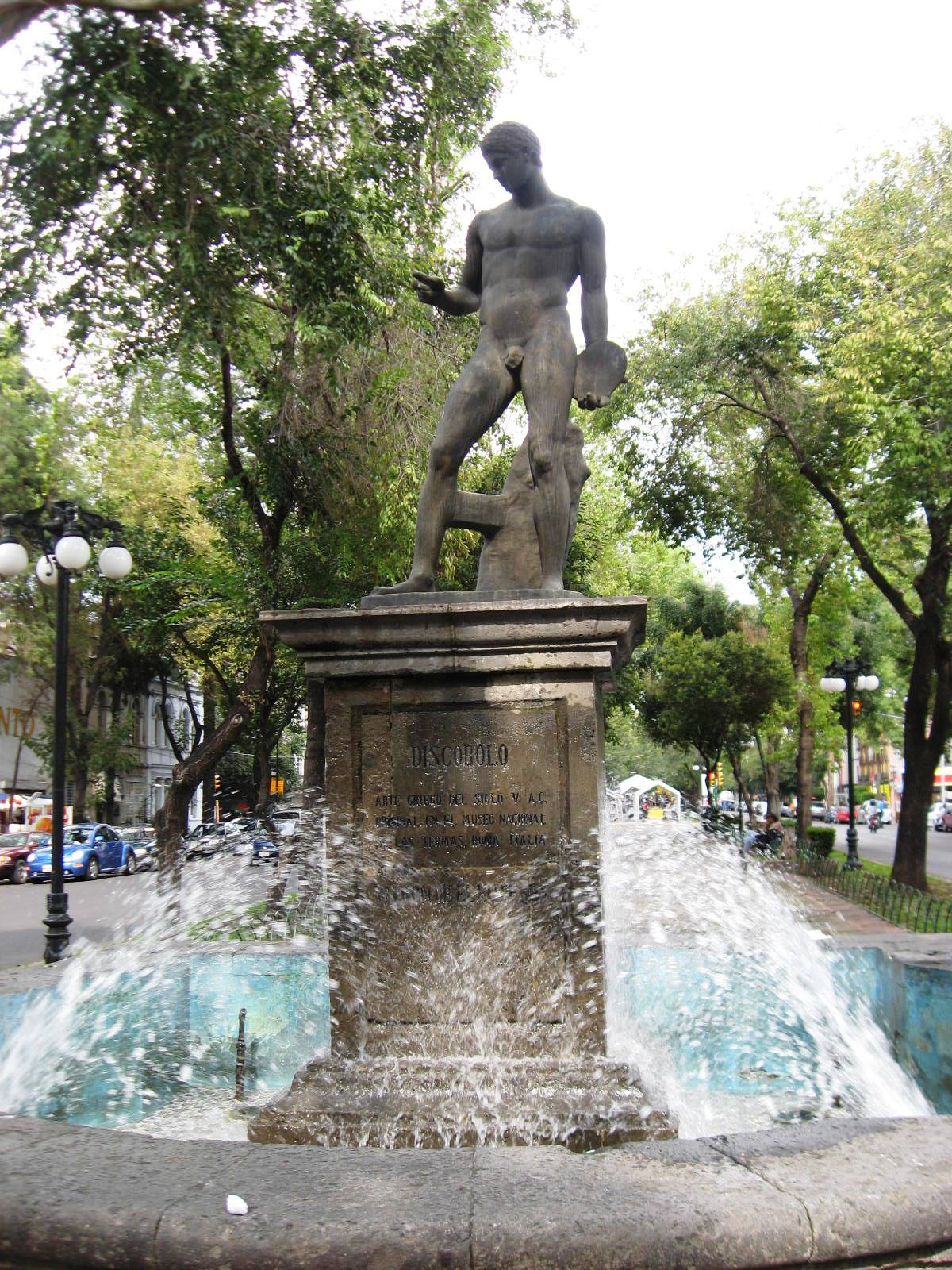
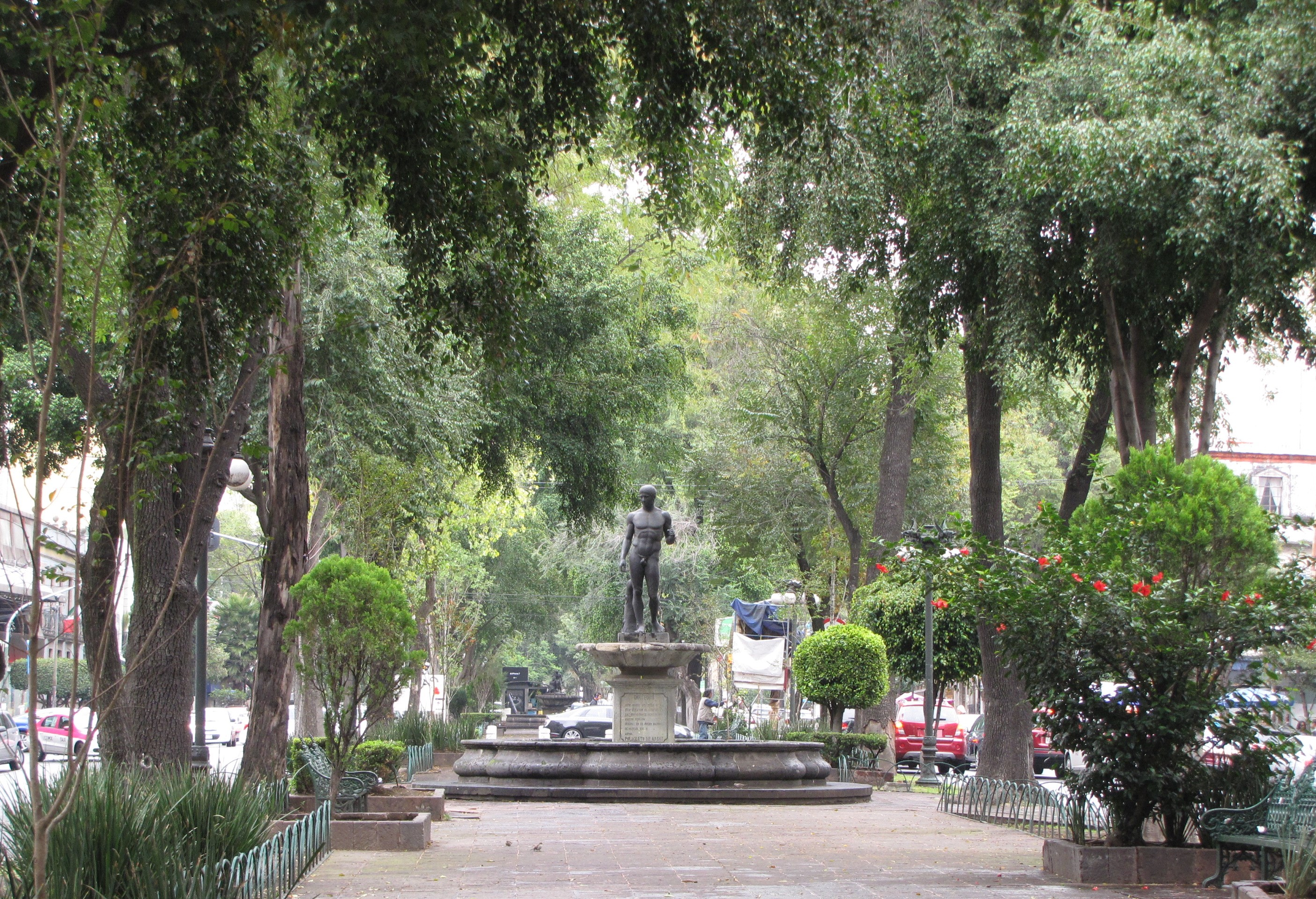
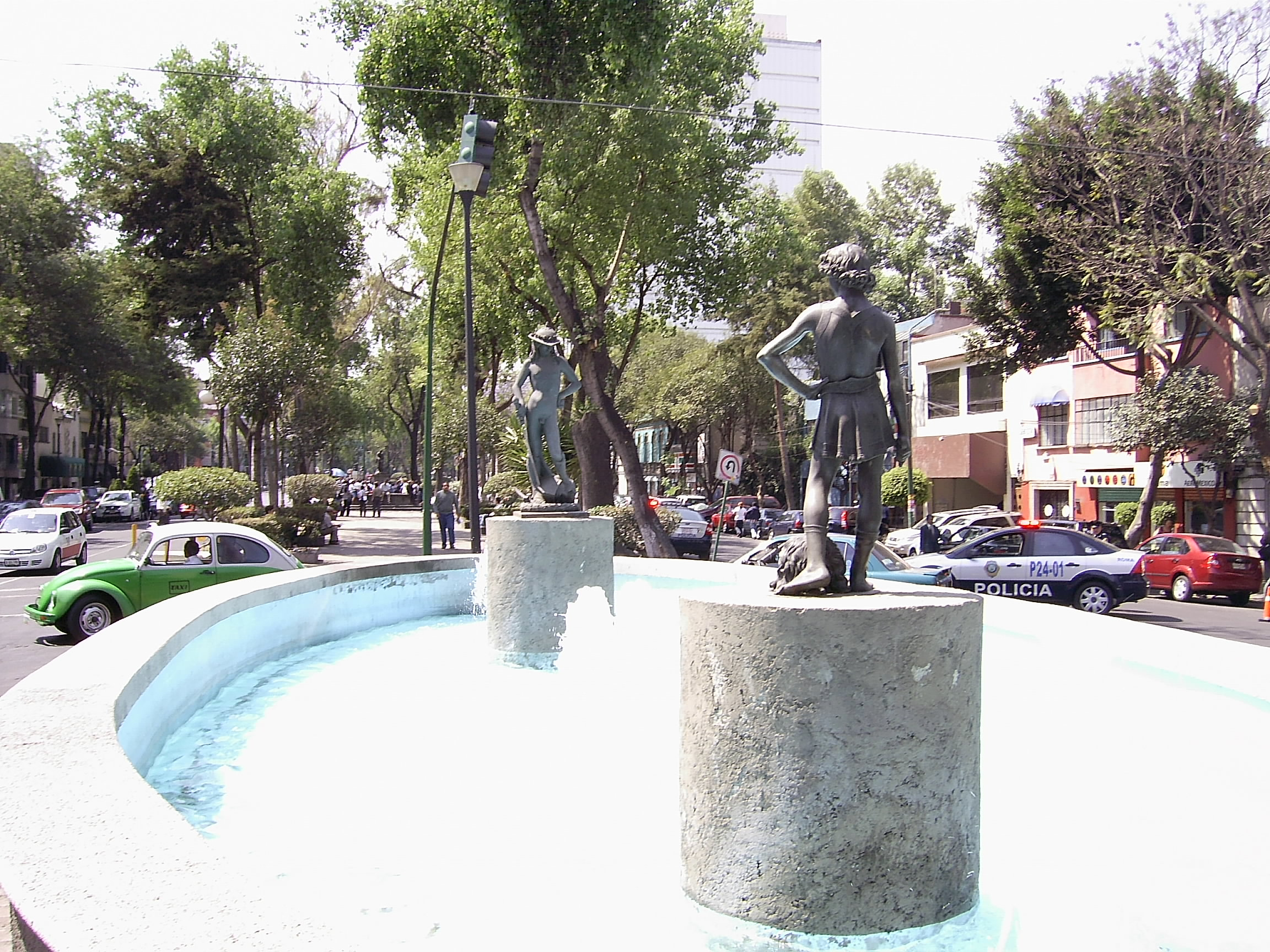
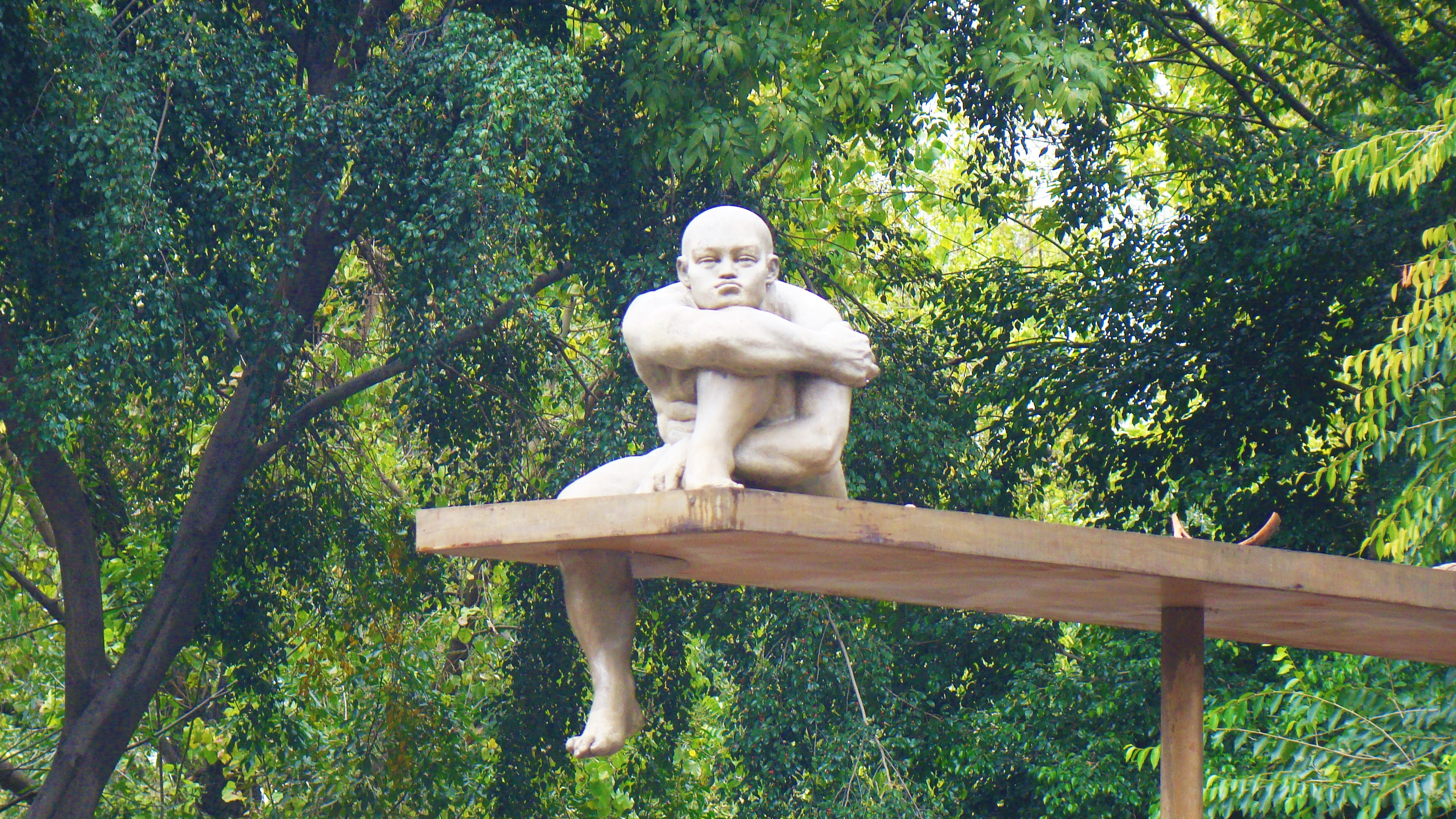
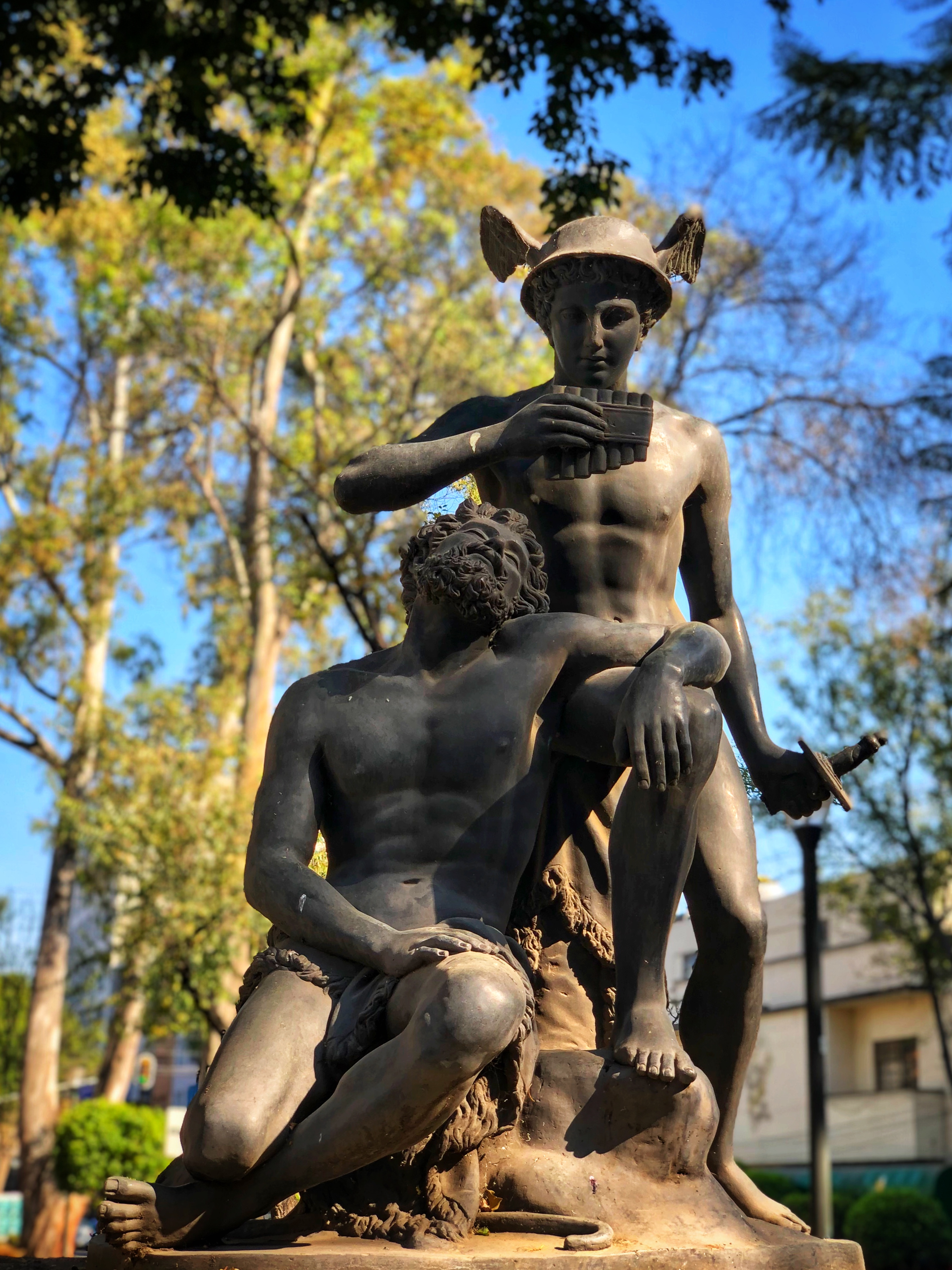